# José Ricart y Giralt

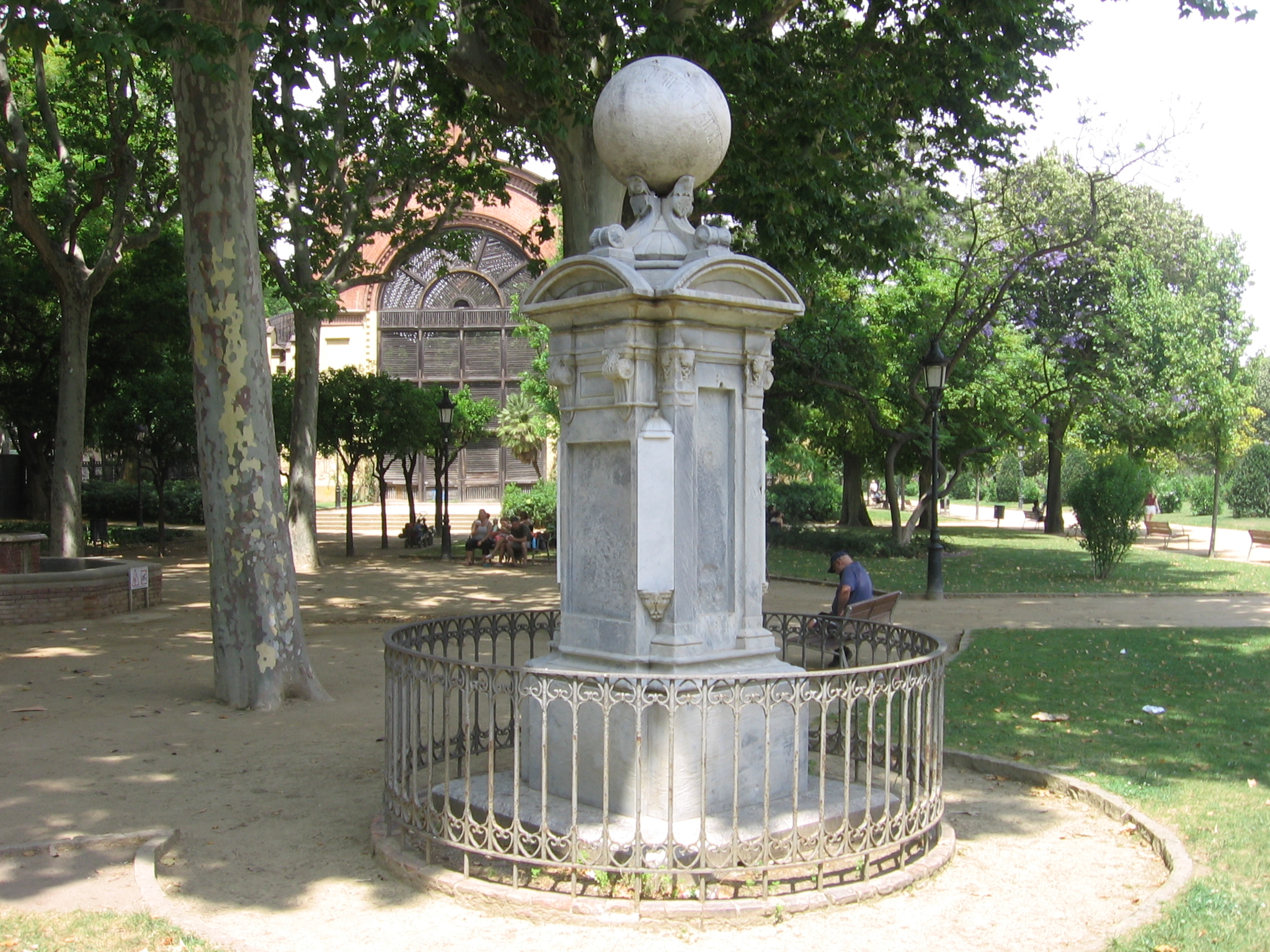
Columna meteorológica del parque de la Ciudadela, diseñada por Ricart

José Ricart y Giralt (Barcelona, 7 de julio de 1847-Cardedeu, 18 de noviembre de 1930) fue un marino español, capitán de 1a clase de la Marina mercante.

## Biografía
Estudió la carrera de náutica en Barcelona y Cartagena, donde se graduó como piloto en 1865. Hasta 1872 fue un «navegante activo», profesionalmente hablando, pero también por su implicación en la navegación científica y la Marina mercante. Se interesó por el desarrollo científico y por la reivindicación de la marina catalana. Fue profesor y catedrático de la Escuela de Náutica de Barcelona, de la cual fue su director entre 1900 y 1918. Fundó la Revista de Marina (1877) y El Fomento de la Marina (1883) y publicó un gran número de obras de temática marítima. Como divulgador científico se interesó también en el aspecto científico del excursionismo, con colaboraciones en varias revistas, lo que le llevó a hacer divulgación de temas relacionados con la astronomía y la geodesia.
En 1884 fue el responsable de la instalación de un parque meteorológico frente al Umbráculo del parque de la Ciudadela. Incluía una columna meteorológica y una mesa de mármol con distancias entre Barcelona y las principales ciudades del mundo. La primera incluía un reloj de sol, un termómetro, un barómetro y un higrómetro, al tiempo que la columna de mármol, de forma prismática, señala los cuatro puntos cardinales; los aparatos se han perdido y hoy día solo queda la columna. En cuanto a la mesa de distancias, está diseñada en estilo Beaux-Arts, y tiene un punto en el centro que señala Barcelona y el resto de ciudades colocado de forma radial.
Fue miembro de la Real Academia de Ciencias y Artes de Barcelona, en la que ingresó el 9 de mayo de 1892. Fue el padre del ingeniero Wifredo Ricart.

## Obras
- Navegación corta u ortodrómica, 1869.
- Nuestra marina mercante, 1887.
- Cristóbal Colón, cosmógrafo, 1893.
- Potencialidad naval de España: lo que ha sido, lo que es y lo que puede ser, 1899.
- Pasado, presente y porvenir del puerto de Barcelona, 1917.
- El Siglo de Oro de la Marina velera de construcción catalana: 1790-1870, 1924.